# Ілавченська сільська рада
Іла́вченська сільська́ ра́да — адміністративно-територіальна одиниця та орган місцевого самоврядування в Теребовлянському районі Тернопільської області. Адміністративний центр — село Ілавче.

## Загальні відомості
- Ілавченська сільська рада утворена в 1939 році.
- Територія ради: 8,796 км²
- Населення ради: 1 575 осіб (станом на 2001 рік)
- Територією ради протікає річка Вовча Жила.

## Населені пункти
Сільській раді були підпорядковані населені пункти:
- с. Ілавче

## Склад ради
Рада складалася з 16 депутатів та голови.
- Голова ради: Шафранович Руслан Васильович
- Секретар ради: Трач Ганна Михайлівна

### Керівний склад попередніх скликань
| Прізвище, ім'я, по батькові  | Основні відомості                                                        | Дата обрання | Дата звільнення |
| ---------------------------- | ------------------------------------------------------------------------ | ------------ | --------------- |
| Куць Михайло Михайлович      | Сільський голова, 1958 року народження, член Української Народної Партії | 26.03.2006   | 31.10.2010      |
| Шафранович Руслан Васильович | Сільський голова, 1975 року народження, освіта вища, безпартійний        | 31.10.2010   |                 |

Примітка: таблиця складена за даними сайту Верховної Ради України

### Депутати
За результатами місцевих виборів 2010 року депутатами ради стали:

#### За суб'єктами висування
| Суб'єкт висування | Кількість обраних депутатів | %    |
| ----------------- | --------------------------- | ---- |
| Самовисування     | 15                          | 93,8 |
| Народна партія    | 1                           | 6,3  |

#### За округами
| № округу       | Прізвище, ім'я, по батькові        | Дата визнання обраним | Освіта             | Партійна приналежність | Відомості про обраного депутата                                              |
| -------------- | ---------------------------------- | --------------------- | ------------------ | ---------------------- | ---------------------------------------------------------------------------- |
| Народна Партія |                                    |                       |                    |                        |                                                                              |
| 1              | Плуговський Андрій Іванович        | 01.11.2010            | середня            | позапартійний          | тимчасово не працює                                                          |
| Самовисування  |                                    |                       |                    |                        |                                                                              |
| 2              | Трач Ганна Михайлівна              | 01.11.2010            | вища               | позапартійна           | Ілавченська с/р, секретар                                                    |
| 3              | Тимчак Леся Богданівна             | 01.11.2010            | вища               | позапартійна           | Ілавченська с/р, землевпорядник                                              |
| 4              | Сарака Михайло Васильович          | 01.11.2010            | середня            | позапартійний          | тимчасово не працює                                                          |
| 5              | Лемішка Іванна Іванівна            | 01.11.2010            | середня спеціальна | позапартійна           | Дільнична лікарня, медсестра                                                 |
| 6              | Француз Мирон Миронович            | 01.11.2010            | середня            | позапартійний          | Тернопільське ПТУ-4, учень                                                   |
| 7              | Стасій Лідія Володимирівна         | 01.11.2010            | вища               | позапартійна           | завідувач клубом                                                             |
| 8              | Чайка Володимир Ярославович        | 01.11.2010            | незакінчена вища   | позапартійний          | Тернопільський національний педагогічний університет ім. В. Гнатюка, студент |
| 9              | Стець Богдан Васильович            | 01.11.2010            | середня            | позапартійний          | Тернопільське ПТУ-4, студент                                                 |
| 10             | Лемішка Микола Михайлович          | 01.11.2010            | середня            | позапартійний          | Дитячий садок «Сонечко», сторож                                              |
| 11             | Скобельський Володимир Ярославович | 01.11.2010            | середня            | позапартійний          | тимчасово не працює                                                          |
| 12             | Вертепна Марія Михайлівна          | 01.11.2010            | середня            | позапартійна           | тимчасово не працює                                                          |
| 13             | Новосад Андрій Іванович            | 01.11.2010            | середня            | позапартійний          | Тернопільський національний технічний університет ім. І. Пулюя, студент      |
| 14             | Маційовський Святослав Олегович    | 01.11.2010            | вища               | позапартійний          | тимчасово не працює                                                          |
| 15             | Ярошевський Володимир Григорович   | 01.11.2010            | середня            | позапартійний          | тимчасово не працює                                                          |
| 16             | Бомок Михайло Богданович           | 01.11.2010            | середня            | позапартійний          | тимчасово не працює                                                          |